# Asterina lawsoniae
Asterina lawsoniae är en svampart som beskrevs av Gawande & D.K. Agarwal 2004. Asterina lawsoniae ingår i släktet Asterina och familjen Asterinaceae.   Inga underarter finns listade i Catalogue of Life.